# Cupientes Judaeos
Cupientes Judaeos è l'incipit di una lettera bollata di papa Paolo III del 21 marzo 1542, con cui si disciplinano tempi e modi della conversione «degli ebrei e degli altri infedeli». 

## Contenuto
Il primo paragrafo della lettera recita:
Per rendere più efficace la conversione degli ebrei ed evitare così conversioni di facciata o ripensamenti successivi, Paolo III stabilisce che:
- all'ebreo convertito al cristianesimo non devono più essere confiscati i beni posseduti prima del battesimo (come invece era abitudine fare) ed egli non sia privato dell'eredità paterna;
- se questi beni sono stati acquisiti tramite usura, devono essere restituiti all'antico proprietario, a meno che questi sia morto e allora restano all'ebreo convertito;
- dopo la conversione gli ebrei non devono più vivere assieme agli altri ebrei;
- devono essere trattati come liberi cittadini;
- si deve favorire la loro unione matrimoniale con cristiani di nascita.

Nel documento si prende posizione anche contro le false accuse del sangue, che circolavano con sempre maggiore diffusione in Europa a partire dal XV secolo, rinfocolate soprattutto dalla predicazione dei Domenicani e Francescani osservanti: 
Paolo III non si fermò qui: ordinò anzi che agli ebrei fosse concessa la protezione garantita dai predecessori (in particolare da Martino V) ricorrendo anche, se necessario, all'aiuto del "braccio secolare".